# Psychopsis tillyardi
Psychopsis tillyardi là một loài côn trùng trong họ Psychopsidae thuộc bộ Neuroptera. Loài này được New miêu tả năm 1989.